# ウェストファーゴ (ノースダコタ州)
ウェストファーゴ（英: West Fargo）は、アメリカ合衆国ノースダコタ州の東部カス郡の都市であり、同州最大の都市ファーゴに隣接する郊外市である。2010年国勢調査での人口は25,830 人であり、州内で5番目に人口が多く、かつ州内で最も人口増加率の高い都市である。ウェストファーゴの町は1926年に設立された。

## 地理
ウェストファーゴは北緯46度52分18秒 西経96度53分42秒 / 北緯46.87167度 西経96.89500度に位置する。アメリカ合衆国国勢調査局によれば、市域全面積は7.3平方マイル (18.9 km2)、このうち陸地も7.3平方マイル (18.9 km2)であり、水域率は0.14％である。

## 人口動態
以下は2000年の国勢調査による人口統計データである。
| 基礎データ - 人口: 14,940人 - 世帯数: 5,771世帯 - 家族数: 4,091家族 - 人口密度: 791.3人/km2（2,049.2人/mi2） - 住居数: 5,968軒 - 住居密度: 316.1軒/km2（818.6軒/mi2） 人種別人口構成 - 白人: 96.40% - アフリカン・アメリカン: 0.42% - ネイティブ・アメリカン: 1.04% - アジア人: 0.28% - 太平洋諸島系: 0.02% - その他の人種: 0.67% - 混血: 1.16% - ヒスパニック・ラテン系: 1.41% 出身国別構成 - ドイツ系: 47.9% - ノルウェー計: 39.7% - アイルランド系: 8.3% - スウェーデン系: 7.2% - フランス系: 5.2% - イングランド系: 4.8% 年齢別人口構成 - 18歳未満: 29.2% - 18-24歳: 8.9% - 25-44歳: 34.0% - 45-64歳: 21.2% - 65歳以上: 6.7% - 年齢の中央値: 32歳 - 性比（女性100人あたり男性の人口） - 総人口: 97.4 - 18歳以上: 94.4 | 世帯と家族（対世帯数） - 18歳未満の子供がいる: 40.1% - 結婚・同居している夫婦: 57.3% - 未婚・離婚・死別女性が世帯主: 9.9% - 非家族世帯: 29.1% - 単身世帯: 23.7% - 65歳以上の老人1人暮らし: 5.9% - 平均構成人数 - 世帯: 2.59人 - 家族: 3.09人 収入と家計（2007年推計） - 収入の中央値 - 世帯: 44,542米ドル - 家族: 51,765米ドル - 性別 - 男性: 32,105米ドル - 女性: 22,148米ドル - 人口1人あたり収入: 19,368米ドル - 貧困線以下 - 対人口: 6.3% - 対家族数: 4.7% - 18歳以下: 7.8% - 65歳以上: 14.8% |

2006年から2008年のアメリカ地域社会調査に拠れば、人種構成は次のようになっている。
- 白人: 91.7%（非ヒスパニック白人: 90.6%）
- アフリカン・アメリカン: 0.6%
- ネイティブ・アメリカン: 3.0%
- アジア人: 0.5%
- 太平洋諸島系: 0.0%
- その他の人種: 2.0%
- 混血: 2.3%
- ヒスパニック・ラテン系: 3.0%

上記アメリカ地域社会調査に拠れば、出身国別構成は次のようになっている。
- ドイツ系: 50.4%
- ノルウェー計: 35.3%
- アイルランド系: 9.8%
- スウェーデン系: 5.6%
- フランス系: 4.2%
- イングランド系: 3.8%
- ポーランド系: 2.7%
- チェコ系: 2.7%
- ロシア系: 2.0%
- オランダ系: 1.3%

## 教育
ウェストファーゴ市の公共教育はウェストファーゴ公共教育学区が管轄している。1つの幼稚園、小学校4校、中学校1校、高校1校を運営している。その他に2007年から2008年の教育年度に市南部のイーグルラン開発地でオーロラ小学校が開校した。また2007年8月27日に開校したシャイアン9年生センターは学区内の生徒が増えて、ウェストファーゴ高校が混雑してきたことに対応したものだった。この2007年という年は1993年以降では初めて新入生が高校の外で教育を受けた年になった。シャイアン9年生センターは、2009年3月の住民投票で公営で運営されることが決められたので、今後2年間はウェストファーゴ2つ目の中学として機能する。その後に2つ目の高校が建設されることになっている。住民投票は僅差で可決されたので、この学校が公営になる前に教育委員会がその計画を変更する必要が生じた。
ウェストファーゴ公共教育学区はファーゴ市の南西部大半、ライレズエーカーズの郊外、およびホレイスとハーウッドの地域社会も管轄している。ホレイスとハーウッドの町には独自の小学校がそれぞれ1校ある。
ウェストファーゴ公共図書館はそのウェブサイトでWeb 2.0技術を使っており、ブログや写真も使える。

## 見どころ
- ビッグアイアン農業ショー[7]
- メイプル川ゴルフクラブ
- ボナンザビル、USA - 歴史博物館[8]

## 著名な住人
- アンソニー・W・イングランド - 元NASAスペースシャトル宇宙飛行士、1859年にウェストファーゴ高校を卒業した。
- タイラー・ロール - アメリカンフットボールの選手、2004年にウェストファーゴ高校を卒業した。